# Przekraski
Przekraski (Cleroidea) – nadrodzina chrząszczy z podrzędu wielożernych i infrarzędu Cucujiformia.

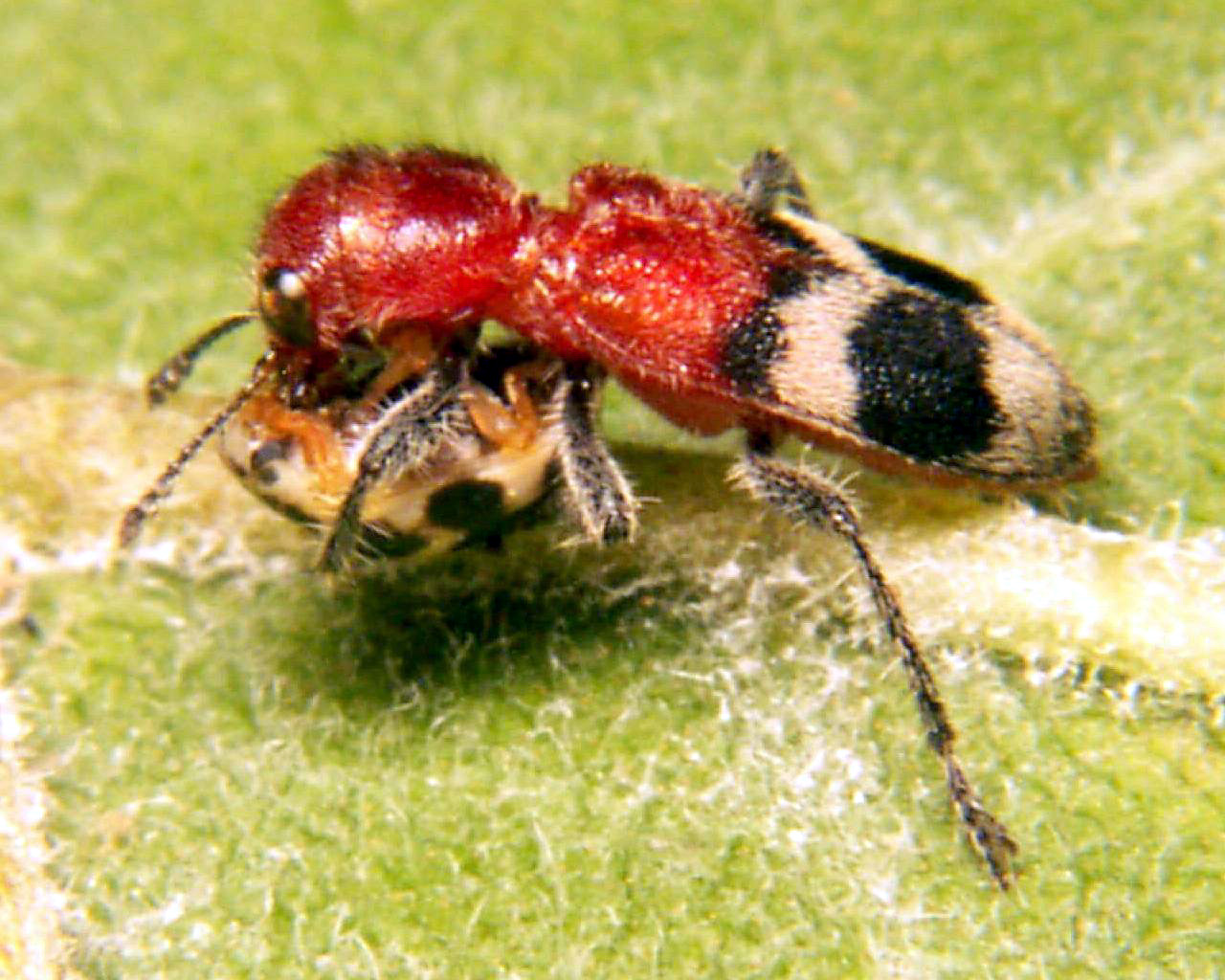

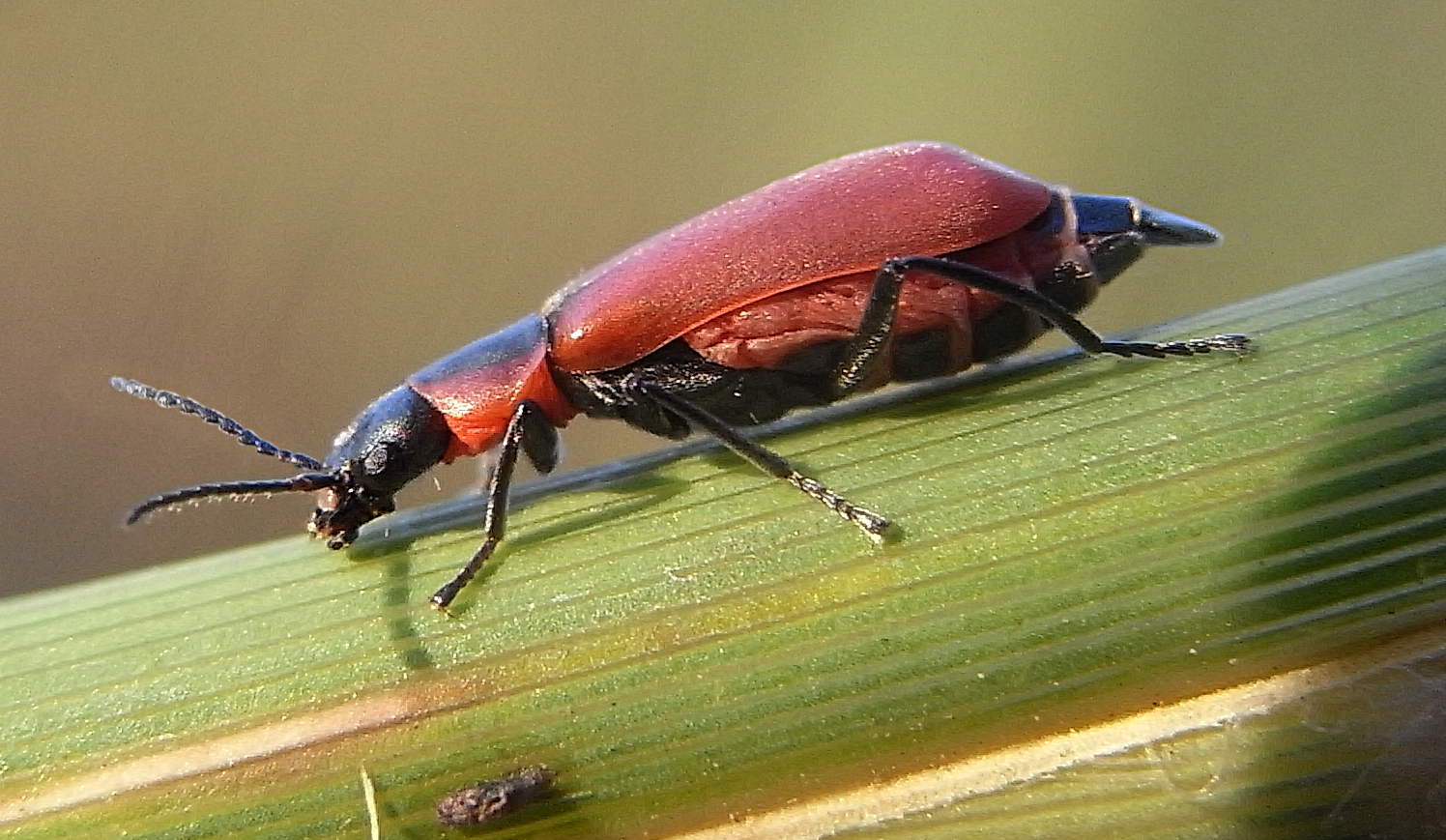
Anthocomus rufus

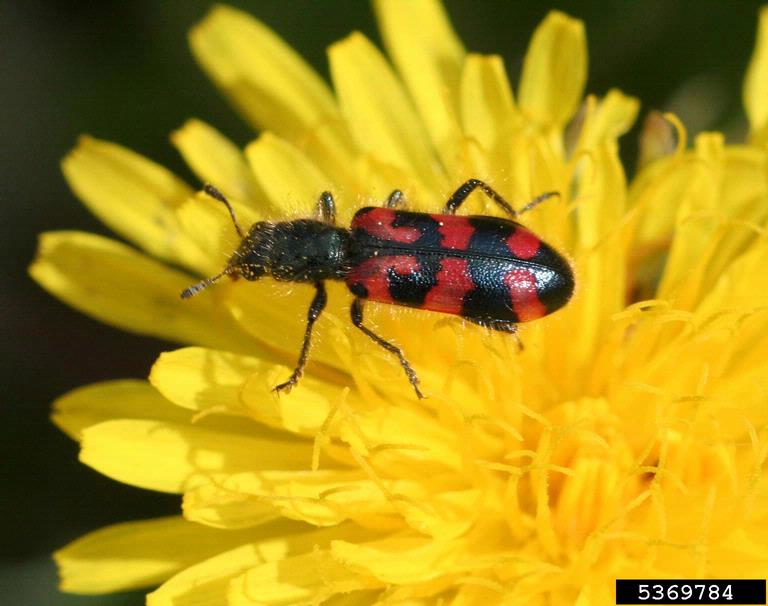
Trichodes ornatus na kwiecie

Takson ten w klasyfikacji z pracy Patrice Bouchard i innych z 2011 roku obejmuje 11 rodzin. W 2015 roku James A. Robertson i współpracownicy, na podstawie wielkoskalowej analizy molekularnej całego infrarzędu Cucujiformia, redefiniowali nadrodzinę przekrasków, włączając do niej kistnikowate i Biphyllidae.
Chrząszcze te są różnorodnie zbudowane. Zwykle mają miękki oskórek. Stopy mają z wyraźnie widocznym między pazurkami empodium. U obu płci siódmy tergit nie zasłania ósmego. W większość dorosłych i larw ma żuwaczki pozbawione moli. U większości grup biodra tylnej pary są rozszerzone tak, że stykają się z epipleurami pokryw. Samce mają w edeagusie obok rozpórki przedniej jeszcze dwie tegminalne.
Biologia i ekologia są w tej grupie zróżnicowane. Wiele gatunków to drapieżniki, ale zdarzają się też polifagi, fitofagi i nieliczne mykofagi. Wiele imagines to pyłkożercy.
Należy tu ponad 10 tysięcy gatunków, zgrupowanych w 13 rodzinach:
- Byturidae Gistel, 1848 – kistnikowate
- Biphyllidae LeConte, 1861
- Phloiophilidae Kiesenwetter, 1863
- Trogossitidae Latreille, 1802 – pawężnikowate
- Chaetosomatidae Crowson, 1952
- Metaxinidae Kolibáč, 2004
- Thanerocleridae Chapin, 1924
- Cleridae Latreille, 1802 – przekraskowate
- Acanthocnemidae Crowson, 1964
- Phycosecidae Crowson, 1952
- Prionoceridae Lacordaire, 1857
- Mauroniscidae Majer, 1995
- Melyridae Leach, 1815 – bęblikowate.